# Simpsonichthys
Simpsonichthys – rodzaj ryb karpieńcokształtnych z rodziny strumieniakowatych (Rivulidae). 

## Klasyfikacja
Gatunki zaliczane do tego rodzaju:
| - Simpsonichthys boitonei - Simpsonichthys bokermanni - Simpsonichthys chacoensis - Simpsonichthys cholopteryx - Simpsonichthys constanciae - Simpsonichthys costai - Simpsonichthys delucai - Simpsonichthys filamentosus - Simpsonichthys inaequipinnatus - Simpsonichthys izecksohni - Simpsonichthys margaritatus | - Simpsonichthys myersi - Simpsonichthys nigromaculatus - Simpsonichthys parallelus - Simpsonichthys perpendicularis - Simpsonichthys reticulatus - Simpsonichthys rosaceus - Simpsonichthys santanae - Simpsonichthys semiocellatus - Simpsonichthys suzarti - Simpsonichthys zonatus |